# Comitatul Szabolcs
Comitatul Szabolcs, cunoscut și ca Varmeghia Szabolcs (în maghiară Szabolcs vármegye, în germană Komitat Saboltsch, în latină Comitatus Szabolcsensis), a fost o unitate administrativă a Regatului Ungariei din secolul XI și până în 1920. Teritoriul său se află actualmente în nord-estul Ungariei. Capitala comitatului a fost orașul Nyíregyháza.

## Geografie
Comitatul Szabolcs se învecina la vest cu Comitatul Borsod, la nord cu comitatele Zemplén și Ung, la est cu comitatele Bereg și Sătmar (Szatmár) și la sud cu comitatele Bihor (Bihar) și Hajdú. El era situat în principal la sud de râul Tisa (Tisza). Suprafața comitatului în 1910 era de 4.637 km², incluzând suprafețele de apă.

## Istorie
Comitatul Szabolcs este unul dintre cele mai vechi comitate din Regatul Ungariei, fiind atestat încă din secolul XI. 
După Primul Război Mondial, el a fost unit cu o mică porțiune din fostul comitat Ung, fiind format comitatul Szabolcs-Ung, cu capitala la Nyíregyháza. 
Începând din 1950, comitatul Szabolcs-Ung a fuzionat cu părțile ungurești ale comitatelor Bereg și Sătmar, fiind format județul Szabolcs-Szatmár-Bereg. Unele părți ale comitatului Szabolcs (în jurul localității Polgár și la nord-est de Debrețin) se află în prezent în județul Hajdú-Bihar. 

## Demografie
În 1891, populația comitatului era de 244.945 locuitori, dintre care: 
- Maghiari -- 234.920 (95,90%)
- Germani -- 1.357 (0,55%)
- Români -- 714 (0,29%)
- Ruteni -- 596 (0,24%)
- Alții -- 461

În 1910, populația comitatului era de 319.818 locuitori, dintre care: 
- Maghiari -- 316.765 (99,04%)
- Slovaci -- 1.117 (0,34%)
- Germani -- 868 (0,27%)
- Români -- 212 (0,06%)
- Ruteni -- 194 (0,06%)
- Croați -- 15
- Sârbi -- 7
- Alții -- 640

## Subdiviziuni
La începutul secolului 20, subdiviziunile comitatului Szabolcs erau următoarele:
| Districte (járás)                          | Districte (járás) |
| District                                   | Capitală          |
| ------------------------------------------ | ----------------- |
| Dada alsó ("Dada de jos")                  | Tiszalök          |
| Dada felső ("Dada de sus")                 | Gáva              |
| Kisvárda                                   | Kisvárda          |
| Ligetalja                                  | Nyíracsád         |
| Nagykálló                                  | Nagykálló         |
| Nyírbakta                                  | Nyírbakta         |
| Nyírbátor                                  | Nyírbátor         |
| Nyírbogdány                                | Kemecse           |
| Tisza                                      | Mándok            |
| Districte urbane (rendezett tanácsú város) |                   |
| Nyíregyháza                                |                   |